# 通り魔

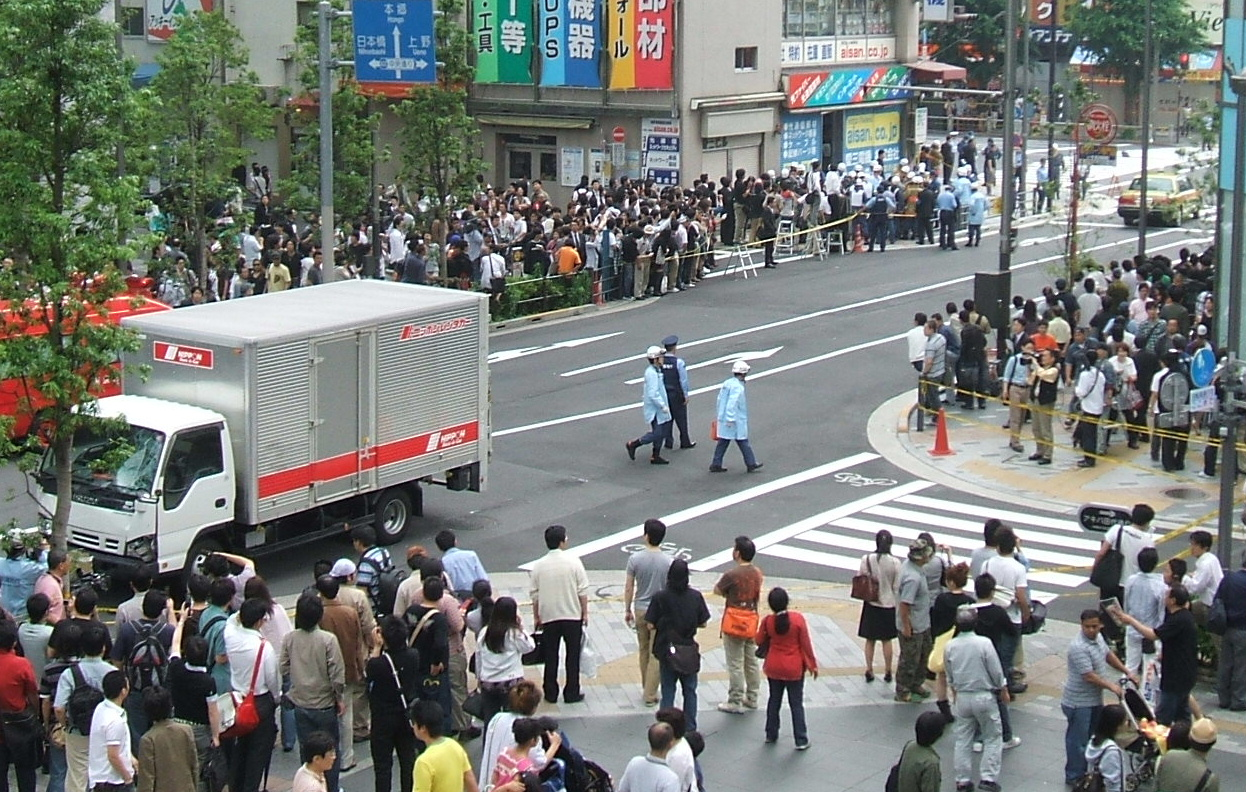
秋葉原通り魔事件

通り魔（とおりま）とは、瞬間的に通り過ぎて、それに出会った人に災害を与えるという魔物（通り悪魔）。転じて通りすがりに人に不意に危害を加える者をいう。通り魔による事件は通り魔事件と呼ばれる。
警察庁では通り魔事件を「人の自由に通行できる場所において、確たる動機がなく、通りすがりに不特定の者に対し、凶器を使用するなどして殺傷等の危害(殺人、傷害、暴行及びいわゆる晴れ着魔などの器物損壊等)を加える事件」と定義する。
近年では、欧米各国で発生しているローンウルフによるテロ事件との区別がつきにくくなっているとされ、無差別殺傷事件などと呼ばれることも多い。

## 概要
一般に「通り魔的犯行」とされるものには、以下の3種類があると渡邉和美は述べる。
1. 被害者数、発生場所、発生時間がともに単一。『単発犯』
2. 被害者数・発生場所が複数、発生時間は一連。『スプリー犯』
3. 被害者数・発生場所が複数、異なる時間に犯行を繰り返す。『連続犯』

加害者特徴については以下のように述べる。
単発犯
幻覚妄想などの陽性症状や感情の平板化などの陰性症状等の精神症状、脆弱な自我、反社会性等の人格の問題。
スプリー犯
ストレス耐性の低さ、肥大化した自己愛、未熟な人格等の問題、自我を守るために社会に対し怒りや恨みを向ける防衛機制、刑事司法を利用した「社会的」自殺。
連続犯
未熟な人格、反社会性等の人格問題、日常生活の中で自分の人生をコントロールしている感覚に乏しい、力の確認をしたいという感覚。若い女性を対象とする場合には、性的な動機が背景にある場合が多い。
その他、単発犯に比較して連続犯は精神病との関連が弱く人格障害との関係が強い、加害者の行動に影響する要因の一つにマスコミの報道が考えられ、他の事件の報道から方法、動機、社会の反響などを学ぶ傾向が指摘されている。

### 都市化と通り魔
これに類する犯罪は、一般に都市など人が多い反面で人間関係が希薄な地域に限定されると考えられがちだが、過去の通り魔犯罪や連続殺傷事件などの例を見ても、都市化と必ずしも関連しない。
都市に於ける匿名性の増大は確かに現行犯逮捕以外での犯人特定に至りにくい側面を持つが、発生要因自体が都市化との関連性が無い以上、都市型犯罪ではないといえる。しかしそれを抜きにしても、自暴自棄になっている犯人が無差別かつ他人から目撃されるのも厭わずに犯行に及んでいるケース（スプリー犯）では、過去の事例に於いても人の集中しやすい都市部・繁華街のほか、学校やショッピングモールなどといった施設において被害が拡大しやすい傾向が見られる。
しかしその一方で、長期化しやすい散発的な連続殺人の場合、郊外型犯罪に類されるケースが散見される。これらのケースでは、都市周辺部で人口密度が高すぎず低すぎず、犯人が被害者を「調達しやすい」という傾向が見られる。こちらは殺害することが目的であり、加えて犯人が特定層にのみ執着している場合も、そうでない場合でも、たまたま犯行への欲求を感じている犯人の目にとまった人物が被害に遭っている。

### 通り魔と凶器
銃社会問題の深刻なアメリカなどでは銃を使った犯行が見られる。銃規制により銃の使用割合が低い日本でも刃物を使った犯行が見られる。これらの事件の影響もあってそれら道具の所持に対する規制が強化される傾向もあるものの、不審尋問などの形で調べなければ所持が分かりにくいことや、またどこにでもある道具を使った場合には予防しきれるものではない。
また自動車を使って次々に人を撥ねたケースもあり、物品の規制による予防は困難である。ただし通り魔事件を発端として、所定の器物が規制対象となったケースもあり、アメリカではコロンバイン高校銃乱射事件以降に銃規制が強化されたなどの動向がみられる。日本ではダガーが秋葉原通り魔事件を契機として、従来のナイフ（汎用の刃物）から、小型の剣（武器・武具の類）へと法的な扱いが改められ、規制対象となっている。

## 通り魔事件の特徴
法務総合研究所の報告によると、通り魔事件は以下の特徴を持つことが多い。

### 加害者
- 主に20代から40代の男[7]
  - 2013年の法務総合研究所による調査では、無差別殺傷事件での調査対象者52人のうち「男性が51人、女性が1人」（つまり、実行犯の性別は98％が男性）で、20歳〜39歳の男が59%であった[6]。
- 親族や友人・交際相手との人間関係が希薄で、社会的に孤立している[6]
- 無職あるいは不安定な就労状況にあり、経済的に困窮している[6]
- 住所不定など、長期的に安定した住居を得ていない[6]

これらの特徴はローンウルフによるテロリストにも当てはまる。また、「無敵の人」とも重なることが多い。

### 犯行の動機
- 「自己の境遇への不満」が最も多く、次いで「特定の者への不満」が多い[6]
- その他、「自殺・死刑願望」や「刑務所への逃避」、「殺人への欲求および興味」などがある[6]

### 被害者
- 男女比は同程度であるが、一般殺人と比べると、女性と子供の割合が高く体育会系の男性が低い傾向がある[6]。

つまり、反撃するだけの体力が無い人物が襲われやすいといえる。

## 主な通り魔事件
本項では、日本国内で起きた通り魔事件についてのみ記述する。
特定の施設内での特定対象を狙う事件（例：「相模原障害者施設殺傷事件」）は本記事ではなく、「大量殺人」など記事に参照してください。

### 2000年以前
| 発生日                 | 発生現場                               | 被疑者（年齢は犯行当時） | 被害詳細            | 刑事訴訟                  | 備考・参照記事                                 |
| ---------------------- | -------------------------------------- | ------------------------ | ------------------- | ------------------------- | ---------------------------------------------- |
| 1920年                 | 東京府淀橋警察署管内                   | 不明                     | 15人殺傷（4人即死） |                           | 家族を日本刀で殺害した後、通行人を襲撃したもの |
| 1925年6月              | 東京府田無警察署管内                   | 不明                     | 14人殺傷（3人即死） |                           | 精神病者が薪割りで通行人を襲撃したもの         |
| 1959年1月27日          | 東京都荒川区                           | 15～16歳程度の少年       | 1人死亡/9人負傷     |                           | 参照：荒川連続自転車通り魔殺傷事件             |
| 1980年8月19日          | 東京都新宿区の新宿駅西口バスターミナル | 38歳男                   | 6人死亡/14人負傷    | 無期懲役（心神耗弱）      | 参照：新宿西口バス放火事件                     |
| 1981年6月17日          | 東京都江東区森下二丁目の路上           | 覚醒剤中毒の29歳男       | 4人死亡/2人負傷     | 無期懲役（心神耗弱）      | 参照：深川通り魔殺人事件                       |
| 1982年2月7日           | 大阪府大阪市西成区山王                 | 覚醒剤中毒の47歳男       | 4人死亡/3人負傷     | 無期懲役（心神耗弱）      | 参照：西成区覚醒剤中毒者7人殺傷事件            |
| 1985年9月2日           | 北海道札幌市                           | 42歳男                   | 1人死亡             | 不起訴（心神喪失）        | 参照：札幌もみじ台通り魔殺人事件               |
| 1985年9月19日          | 山口県下関市                           | 37歳男                   | 4人死亡/6人負傷     |                           | 参照：日本刀10人殺傷通り魔事件                 |
| 1990年2月17日          | 長野県松本市                           | 21歳男                   | 3人死亡/1人負傷     | 不起訴（心神喪失）        | 参照：松本市ゲートボール場殺人事件             |
| 1996年7月6日           | 福岡県北九州市の小倉駅構内             | 21歳男                   | 15人負傷            |                           | 参照：小倉通り魔事件                           |
| 1997年2月10日・3月16日 | 兵庫県神戸市須磨区の路上               | 14歳少年                 | 1人死亡/2人負傷     | 医療少年院送致            | 参照：神戸連続児童殺傷事件                     |
| 1998年1月8日           | 大阪府堺市の路上                       | シンナー中毒の19歳少年   | 1人死亡/2人負傷     | 懲役18年                  | 参照：堺市通り魔事件                           |
| 1999年9月8日           | 東京都豊島区東池袋                     | 23歳男                   | 2人死亡/6人負傷     | 死刑（未執行）            | 参照：池袋通り魔殺人事件                       |
| 1999年9月29日          | 山口県下関市の下関駅構内               | 35歳男                   | 5人死亡/10人負傷    | 死刑（2012年3月29日執行） | 参照：下関通り魔殺人事件                       |

### 2000年代
| 発生日                      | 発生現場                               | 被疑者（年齢は犯行当時） | 被害詳細                            | 刑事訴訟                  | 備考・参照記事                                                     |
| --------------------------- | -------------------------------------- | ------------------------ | ----------------------------------- | ------------------------- | ------------------------------------------------------------------ |
| 2000年9月5日・2002年7月18日 | 東京都北区・板橋区                     | 29歳男                   | 2人死亡                             |                           | 参照：東京連続通り魔殺人事件                                       |
| 2000年12月16日              | 東京都渋谷区・渋谷駅前                 | 17歳少年                 | 8人負傷                             |                           | 参照：17歳の少年による金属バット通り魔事件                         |
| 2001年4月30日               | 東京都台東区浅草の路上                 | 知的障害者の29歳男       | 1人死亡                             |                           | 参照：レッサーパンダ帽男殺人事件                                   |
| 2002年6月23日               | 愛知県岡崎市福岡町の路上               | 17歳少年                 | 1人死亡                             |                           | 参照：岡崎女子大生刺殺事件                                         |
| 2003年3月21日・29日         | 神奈川県足柄上郡大井町金子・松田町松田 | 40歳男                   | 1人死亡（松田町）/2人負傷（大井町） |                           | ほぼ同時期に発生した名古屋の通り魔事件とともに社会に衝撃を与えた。 |
| 2003年3月30日・4月1日       | 愛知県名古屋市北区・千種区             | 38歳女                   | 1人死亡/1人負傷                     | 無期懲役                  | 参照：名古屋市連続通り魔殺傷事件                                   |
| 2005年2月4日                | 愛知県安城市の商業施設                 | 34歳男                   | 幼児1人死亡/2人負傷                 |                           | 参照：安城市幼児殺傷事件                                           |
| 2005年12月6日               | 香川県高松市                           | 精神障害者の36歳男       | 1人死亡                             | 懲役25年                  | 参照：香川町会社役員刺殺事件                                       |
| 2006年9月23日               | 神奈川県川崎市宮前区梶ヶ谷のトンネル内 | 37歳男                   | 1人死亡                             |                           | 参照：川崎トンネル内女性殺人事件                                   |
| 2007年1月15日               | 京都府京都市左京区岩倉幡枝町の歩道     | 20～30歳ぐらいの男       | 1人死亡                             | 未解決事件                | 参照：京都精華大学生通り魔殺人事件                                 |
| 2008年3月19日・23日         | 茨城県土浦市                           | 24歳男                   | 2人死亡/7人負傷                     | 死刑（2013年2月21日執行） | 参照：土浦連続殺傷事件                                             |
| 2008年3月25日・4月14日      | 福岡県福岡市                           | 25歳男                   | 1人死亡/1人負傷                     |                           | 参照：福岡連続殺傷事件                                             |
| 2008年6月8日                | 東京都千代田区の秋葉原駅近く           | 25歳男                   | 7人死亡/10人負傷                    | 死刑（2022年7月26日執行） | 参照：秋葉原通り魔事件                                             |
| 2008年7月22日               | 東京都八王子市の京王八王子駅駅ビル内   | 33歳男                   | 1人死亡/1人負傷                     | 懲役30年                  | 参照：八王子通り魔事件                                             |

### 2010年代
| 発生日                  | 発生現場                                       | 被疑者（年齢は犯行当時）                           | 被害詳細         | 刑事訴訟             | 備考・参照記事                                                                                     |
| ----------------------- | ---------------------------------------------- | -------------------------------------------------- | ---------------- | -------------------- | -------------------------------------------------------------------------------------------------- |
| 2010年12月17日          | 茨城県取手市の取手駅前                         | 27歳男                                             | 14人負傷         | 懲役3年6月           | 参照：取手駅通り魔事件                                                                             |
| 2011年11月18日・12月1日 | 埼玉県三郷市・千葉県松戸市                     | 16歳少年（後に茨城一家殺傷事件の被疑者として逮捕） | 2人負傷          | 医療少年院送致       | 参照：三郷・松戸連続通り魔事件                                                                     |
| 2012年6月10日           | 大阪府大阪市中央区の心斎橋                     | 36歳男                                             | 2人死亡          | 無期懲役             | 参照：大阪心斎橋通り魔殺人事件                                                                     |
| 2012年10月20日          | 福岡県福岡市博多区の博多駅構内                 | 26歳男                                             | 3人負傷          |                      | 博多駅通り魔事件「切られた、逃げろ」 無言の凶行に響く怒声                                          |
| 2013年3月19日           | 東京都江東区の東陽町駅前                       | 49歳男                                             | 4人負傷          |                      | 東陽町駅前で通り魔、通行人が幟で撃退！                                                             |
| 2013年5月22日           | 大阪府大阪市生野区                             | 31歳男（韓国人）                                   | 2人負傷          |                      | 参照：大阪市生野区通り魔事件                                                                       |
| 2014年3月3日            | 千葉県柏市                                     | 24歳男                                             | 1人死亡/1人負傷  | 無期懲役             | 参照：柏市連続通り魔殺傷事件                                                                       |
| 2014年10月15日          | 埼玉県入間市の路上                             | 20歳男                                             | 1人死亡          |                      | 入間市の路上で女子大生が刺殺 出頭した容疑者「誰でもよかった」                                      |
| 2015年7月12日           | 愛知県日進市梅森町の路上                       | 17歳少年                                           | 1人死亡          |                      | 強盗殺人の疑いで男子高校生逮捕 愛知・日進、殺害認める供述                                          |
| 2016年6月21日           | 北海道釧路市のイオンモール釧路昭和             | 33歳男                                             | 1人死亡/3人負傷  |                      | 釧路のイオンモールで通り魔 60代女性死亡、3人重軽傷 逮捕の男「死刑になってもいい」                  |
| 2016年6月30日           | 茨城県龍ケ崎市佐貫町                           | 16歳少年                                           | 1人死亡          |                      | 16歳少年は42歳女性を声もかけずに後ろからメッタ刺しにした…物静かな高校2年生はなぜ凶行に及んだのか？ |
| 2017年3月13日           | 神奈川県大磯町の大磯城山公園                   | 32歳男                                             | 1人死亡          |                      | 「最初に見た人を殺そうと思った」 容疑者、無差別襲撃か 大磯城山公園                                 |
| 2018年5月17日           | 愛知県名古屋市中区のネットカフェ               | 22歳男                                             | 1人死亡          |                      | 名古屋・錦の漫画喫茶で男性が刺され死亡 容疑者を逮捕                                                |
| 2018年6月9日            | 東海道新幹線のぞみ265号車内                    | 22歳男                                             | 1人死亡/2人負傷  | 無期懲役             | 参照：2018年東海道新幹線車内殺傷事件                                                               |
| 2019年1月1日            | 東京都渋谷区原宿の竹下通り                     | 21歳男                                             | 8人負傷          |                      | 原宿暴走事故で判決 被告に懲役１８年、「被害者全員に殺意」                                          |
| 2019年5月28日           | 神奈川県川崎市多摩区登戸駅付近のスクールバス停 | 51歳男                                             | 2人死亡/18人負傷 | 不起訴（現場で自殺） | 参照：川崎市登戸通り魔事件                                                                         |

### 2020年代
| 発生日         | 発生現場                                | 被疑者（年齢は犯行当時） | 被害詳細        | 刑事訴訟                     | 備考・参照記事                                                                                        |
| -------------- | --------------------------------------- | ------------------------ | --------------- | ---------------------------- | --- |
| 2020年5月31日  | 福島県三春町                            | 50歳男                   | 2人死亡         | 無期懲役                     | 参照：三春町ひき逃げ殺人事件                                                                          |
| 2020年7月27日  | 愛知県豊橋市                            | 27歳男                   | 1人死亡/2人負傷 |                              | 草刈り作業員に車突っ込み3人死傷 豊橋、殺人未遂容疑で男逮捕                                            |
| 2020年8月28日  | 福岡県福岡市の商業施設                  | 15歳少年                 | 1人死亡         | 懲役10年〜懲役15年の不定期刑 | 参照：福岡商業施設女性刺殺事件                                                                        |
| 2021年8月6日   | 小田急小田原線の車両内                  | 36歳男                   | 10人負傷        | 懲役19年                     | 参照：小田急線刺傷事件                                                                                |
| 2021年10月4日  | 神奈川県川崎市多摩区の路上              | 40歳男                   | 3人負傷         |                              | 「殺してあげたかった」川崎・多摩区の3人刺傷で男供述                                                   |
| 2021年10月15日 | 東京都台東区の上野駅                    | 45歳男                   | 2人負傷         |                              | JR上野駅構内で2人刺されけが 45歳容疑者を殺人未遂容疑で逮捕                                            |
| 2021年10月31日 | 京王電鉄京王線の車両内                  | 24歳男                   | 17人負傷        | 懲役23年                     | 参照：京王線刺傷事件                                                                                  |
| 2022年1月15日  | 東京都文京区東京大学本郷キャンパス      | 17歳少年                 | 3人負傷         | 懲役6年〜10年の不定期刑      | 参照：東京大学前刺傷事件                                                                              |
| 2023年5月25日  | 長野県中野市江部の住宅街                | 31歳男                   | 4人死亡         |                              | 参照：中野市4人殺害事件                                                                               |
| 2023年12月3日  | 京都府京都市東山区本町のマンション階段  | 21歳男                   | 1人死亡         |                              | 京都・マンション男性の殺害、２１歳の自衛官を殺人容疑で逮捕…面識なく「誰でも良かった」                 |
| 2024年2月25日  | 北海道札幌市北区のコンビニ店            | 43歳男                   | 1人死亡/2人負傷 |                              | 札幌セコマ３人死傷、容疑者「３人に恨みはなかった」と供述…死亡した大橋さんは「非常に優秀な社員でした」 |
| 2024年6月9日   | 神奈川県横浜市西区横浜駅近くの路上      | 33歳男                   | 1人死亡         |                              | 横浜駅近くの女性刺殺 容疑者「特に理由ない」 無差別的事件か                                            |
| 2024年12月14日 | 福岡県北九州市のマクドナルド            | 43歳男                   | 1人死亡/1人負傷 |                              | 【中学生2人殺傷】黒のワンボックスカーを押収 不可解な言動も 男の人物像は 北九州市                      |
| 2025年1月22日  | 長野県長野市のJR長野駅 善光寺口駅前     | 46歳男                   | 1人死亡/2人負傷 |                              | 殺人未遂容疑で４６歳男逮捕 黙秘、無差別に刺したか―長野駅前３人死傷・県警                              |
| 2025年4月14日  | 埼玉県さいたま市桜区のマンション前      | 25歳男                   | 1人死亡         |                              | 「殺害する対象の女性を探していた」さいたま女子高生殺害で逮捕の男が容疑認める 「自分は社会の底辺」     |
| 2025年5月1日   | 大阪府大阪市西成区千本中2丁目小学校近く | 28歳男                   | 7人負傷         |                              | 小学生７人車にはねられけが 逮捕の男「ひき殺そうとした」                                               |
| 2025年5月7日   | 東京都文京区東京地下鉄東大前駅          | 43歳男                   | 2人負傷         |                              | 東大前駅の切り付け容疑者、長野から当日上京か…ネパール人らが取り押さえる                               |
| 2025年5月11日  | 千葉県千葉市若葉区若松町の路上          | 15歳少年                 | 1人死亡         |                              | 「誰でもいいから殺そう」殺人容疑で逮捕の中3少年が供述 千葉の84歳女性路上殺人                          |
| 2025年7月28日  | 茨城県水戸市南町2丁目の路上             | 48歳男                   | 6人負傷         |                              | 水戸で刃物男逮捕、６人けが ４８歳、路上で無差別襲撃か                                                 |

## 非公共空間での無差別殺傷事件
いくつか無差別殺傷事件は、通り魔事件の定義から外れかけたが、犯人が非公共空間に侵入した部分を除けば、通り魔事件と類似している。
この種の事件の特徴は、犯人が特定の人物や組織に対する復讐を目的とするに加え、現場にいる無関係な人を無差別殺傷すること。犯人が職場や元職場を襲撃する事件は多く、1980年代に、アメリカの郵便局で上司に勤務態度をとがめられた局員が、腹を立てて複数の同僚を射殺したという事件に元に、アメリカ英語で「職場に怒り狂う」を意味する「ゴーイング・ポスタル」（Going postal）というスラングが生まれた。
また、性質はより通り魔事件に近く、特定の復讐目標はない場合、犯人が学校内に侵入して自衛能力の低い子供たちなどを無差別殺傷の目標とすることも多い。凶器に銃器を使用する場合は特別に「スクールシューティング」と呼ばれるが、銃規制が厳しい地域にも刃物などを凶器とする襲撃事件は起き得る。(「学校内における無差別殺傷事件」を参照)学校以外の施設が襲撃される事件もあり、自衛能力低い人間が多数存在し、安全対策に不備がある施設であれば、目標とされるリスクが高くなる。
通り魔事件との性質の差を考慮して、本記事では日本国内に起きた主な事件を別途記述する。 
| 発生日              | 発生現場                                       | 被疑者（年齢は犯行当時）         | 被害詳細                      | 刑事訴訟                  | 備考・参照記事                                                                      |
| ------------------- | ---------------------------------------------- | -------------------------------- | ----------------------------- | ------------------------- | ----------------------------------------------------------------------------------- |
| 2001年6月8日        | 大阪府池田市の大阪教育大学附属池田小学校       | 37歳男（宅間守）                 | 児童8人死亡/児童,教諭15人負傷 | 死刑（2004年9月14日執行） | 参照：附属池田小事件                                                                |
| 2005年2月14日       | 大阪府寝屋川市の寝屋川市立中央小学校           | 17歳少年（同校の卒業生）         | 教諭1人死亡/教諭2人負傷       | 懲役15年                  | 小学校に侵入、教師刺殺 １７歳卒業生を逮捕 大阪                                      |
| 2010年6月22日       | 広島県広島市南区・安芸郡府中町のマツダ本社工場 | 42歳男（同社の元期間従業員）     | 1人死亡/11人負傷              | 無期懲役                  | 参照：マツダ本社工場連続殺傷事件                                                    |
| 2013年3月14日       | 広島県江田島市のカキ加工工場                   | 30歳男（同社の中国人技能実習生） | 2人死亡/6人負傷               | 無期懲役                  | 参照：江田島中国人研修生8人殺傷事件                                                 |
| 2015年9月14日・16日 | 埼玉県熊谷市                                   | 30歳男（ペルー人）               | 6人死亡                       | 無期懲役（心神耗弱）      | 参照：熊谷連続殺人事件                                                              |
| 2021年9月10日       | 佐賀県鳥栖市酒井東町の民家の敷地               | 25歳男                           | 1人死亡                       | 懲役24年                  | ハンマーで女性殴打の長崎大生、佐賀の現場「初めて訪れた」…事件前日には自宅で火災発生 |

## 参考書籍
- 福島章『犯罪心理学入門』666号（初版）、中央公論社〈中公新書〉、1982年10月22日。ISBN 978-4121006660。 NCID BN0056212X。NDLJP:12287987。